# Alex Cochrane
Alexander William Cochrane (Brighton, 21 aprile 2000) è un calciatore inglese, difensore del Birmingham City.

## Caratteristiche tecniche
Nasce calcisticamente come difensore centrale, dando il suo meglio come braccetto destro in una difesa a 3, a partire dalla stagione 2022-2023, nell'Hearts, trova difficoltà a giocare centrale nella difesa a 4 e viene schierato principalmente come terzino destro dimostrando buone doti di corsa e una buona partecipazione alla fase offensiva restando comunque attento in fase difensiva e abile nelle letture.

## Carriera

### Club
Cresciuto nel settore giovanile del Brighton, sua città natale, riesce a debuttare solo nella squadra riserve. Nel 2018 viene ceduto in prestito all'East Grinstead Town in Isthmian Football League.
Il 5 ottobre 2020 viene ceduto in prestito all'Union Saint-Gilloise, squadra militante nella seconda divisione belga. A causa di un infortunio è costretto a saltare buona parte della stagione, pur contribuendo alla vittoria del campionato.
Il 28 giugno 2021 Cochrane viene ceduto, sempre con la formula del prestito stagionale, agli Hearts in Scottish Premiership. Fa il suo debutto due settimane più tardi, giocando da titolare la partita valida per la Scottish League Cup vinta per 2-0 contro il Peterhead. Il 25 settembre 2021 mette a segno la sua prima rete da professionista in occasione del match di campionato vinto per 3-0 in casa col Livingston.
Il 16 luglio 2024 firma un quadriennale con gli inglesi del Birmingham City, dopo aver disputato un totale di 125 partite con i Jambos.

### Nazionale
Vanta 3 presenze con le rappresentative giovanili inglesi Under-16 e Under-20.

## Statistiche

### Presenze e reti nei club
Statistiche aggiornate al 30 aprile 2025.
| Stagione        | Squadra              | Campionato      | Campionato | Campionato | Coppe nazionali | Coppe nazionali | Coppe nazionali | Coppe continentali | Coppe continentali | Coppe continentali | Altre coppe | Altre coppe | Altre coppe | Totale | Totale | Totale |
| Stagione        | Squadra              | Comp            | Pres       | Reti       | Comp            | Pres            | Reti            | Comp               | Pres               | Reti               | Comp        | Pres        | Reti        | Pres   | Reti   |        |
| --------------- | -------------------- | --------------- | ---------- | ---------- | --------------- | --------------- | --------------- | ------------------ | ------------------ | ------------------ | ----------- | ----------- | ----------- | ------ | ------ | ------ |
| 2019-2020       | Brighton             | PL              | 0          | 0          | FACup+CdL       | 0+1             | 0               | -                  | -                  | -                  | -           | -           | -           | 1      | 0      |        |
| sett. 2020      | Brighton             | PL              | 0          | 0          | FACup+CdL       | 0+1             | 0               | -                  | -                  | -                  | -           | -           | -           | 1      | 0      |        |
| Totale Brighton | Totale Brighton      | Totale Brighton | 0          | 0          |                 | 2               | 0               |                    | -                  | -                  |             | -           | -           | 2      | 0      |        |
| 2020-2021       | Union Saint-Gilloise | D2              | 7          | 0          | CB              | 0               | 0               | -                  | -                  | -                  | -           | -           | -           | 7      | 0      |        |
| 2021-2022       | Hearts               | SP              | 31         | 2          | SC+SLC          | 4+5             | 1+0             | -                  | -                  | -                  | -           | -           | -           | 40     | 3      |        |
| 2022-2023       | Hearts               | SP              | 34         | 2          | SC+SLC          | 3+1             | 0               | UEL+UECL           | 2+6                | 0                  | -           | -           | -           | 46     | 2      |        |
| 2023-2024       | Hearts               | SP              | 31         | 0          | SC+SLC          | 3+2             | 0               | UECL               | 4                  | 0                  | -           | -           | -           | 40     | 0      |        |
| Totale Hearts   | Totale Hearts        | Totale Hearts   | 96         | 4          |                 | 18              | 1               |                    | 12                 | 0                  |             | -           | -           | 126    | 5      |        |
| 2024-2025       | Birmingham City      | FL1             | 42         | 1          | FACup+CdL       | 3+2             | 0               | -                  | -                  | -                  | FLT         | 7           | 0           | 54     | 1      |        |
| Totale carriera | Totale carriera      | Totale carriera | 145        | 5          |                 | 25              | 1               |                    | 12                 | 0                  |             | 7           | 0           | 189    | 6      |        |

## Palmarès

### Club

#### Competizioni nazionali
- Division 1B: 1

Union Saint-Gilloise: 2020-2021
- Football League One: 1

Birmingham City: 2024-2025